# デジタルコンテンツグランプリ
デジタルコンテンツグランプリは、財団法人デジタルコンテンツ協会 (DCAj) が毎年主催、経済産業省が共催している賞。デジタルコンテンツ産業において、多大な功績を収めた作品や産業、人、サイトなどが表彰対象となっている。

## 賞体系の変遷

### 1980年代
- AVA'86 映像ソフト大賞（第1回）
- AVA'87 映像ソフト大賞（第2回）
- 1988年AVAグランプリ（第3回）
- 1989 AVAグランプリ（第4回）

### 1990年代
- 1990 AVAグランプリ（第5回）
- 1991 AVAマルチメディアグランプリ（第6回）
- 1992 マルチメディアグランプリ（第7回）
- 1993 マルチメディアグランプリ（第8回）
- マルチメディアグランプリ '94（第9回）
- マルチメディアグランプリ '95（第10回）
- マルチメディアグランプリ '96（第11回）
- マルチメディアグランプリ '97（第12回）
- 第13回マルチメディアグランプリ1998
- 第14回マルチメディアグランプリ1999

### 2000年代
- マルチメディアグランプリ2000（第15回）
- デジタルコンテンツグランプリ2001（第16回）
- デジタルコンテンツグランプリ2002（第17回）
- 第18回デジタルコンテンツグランプリ
- 第19回デジタルコンテンツグランプリ
- 第20回デジタルコンテンツグランプリ
- 第21回デジタルコンテンツグランプリ
- 第22回デジタルコンテンツグランプリ
- 第23回デジタルコンテンツグランプリ
- 第24回デジタルコンテンツグランプリ

## 受賞作品
マルチメディアグランプリ '95
- インタラクティブ部門
  - 通商産業大臣賞 - Dの食卓[1]

- ノンインタラクティブ部門
  - MMA会長作品賞 - The Visible Human Project
  - MMA会長賞 - 高城剛

- ネットワーク部門
  - 最優秀賞 - キッズスペース
  - アート賞 - 連画 Renga
  - エンターテイメント賞 - SEA TV HOME PAGE
  - ビジネス賞 - オートアクセルトゥデイ
  - パブリック賞 - 神戸インターネットサービス
  - 特別賞 - 朝日新聞 asahi.com、BIG TOP

第13回マルチメディアグランプリ
●マルチメディアグランプリ・通商産業大臣賞：『YMO Selfservice』(株)アスク/アルファミュージック(株)
- パッケージ部門
  - 最優秀賞：『YMO Selfservice』(株)アスク/アルファミュージック(株)
  - アート賞：『クラスタワークス』祝田久
  - エンターテインメント賞：『Making of「マルタイの女」』(株)伊丹プロダクション/(株)神原アドプランニングシステムズ
  - 音楽映像賞：『中島みゆきCD-ROM「なみろむ」』(株)オラシオン/(財)ヤマハ音楽振興会
  - 教育・教養賞：『T-Time インターネット＜縦書き＞読書術』(株)ボイジャー
  - レファレンス賞：『CD-ROM「世界大百科事典」プロフェッショナル版』(株)日立デジタル平凡社/(株)平凡社/(株)日立製作所
  - ビジネス賞：『Our Forest～私たちの森』(株)大伸社
  - 公共サービス賞：『モハ5250丸窓電車 上田丸子電鉄の軌跡』上田市マルチメディア情報センター
  - 海外優秀賞：『ポムダピワールドVol.1「へんしんするものあつまれ」』(株)メディアファクトリー

- シアター・展示部門
  - 最優秀賞：『日本地図事始－伊能忠敬35000キロの足跡－』(財)電源地域振興センター/(財)新映像産業推進センター/千葉県佐原市
  - アート賞：『記憶の庭』港千尋＋森脇裕之
  - エンターテインメント賞：『びっくりマウス』うるまでるび
  - ビジネス賞：(該当作品なし)
  - 公共サービス賞：『金田一春彦ことばの資料館「日本の方言コーナー」』(株)日本放送出版協会
  - 海外優秀賞：『Iconica』Troy Innocent（オーストラリア）
  - 特別賞：『Spectrum of Life Interactive Panel』American Museum of Natural History(アメリカ)

- ネットワーク部門
  - 最優秀賞：『まめぞう(by DP-194)』(株)東海デジタルホン/(株)デンソー
  - アート賞：『Net Rezonator』伊藤幸治/高木和夫/寺岡宏彰/柄沢裕輔
  - エンターテインメント賞：『HOTWIRED JAPAN』ホットワイアード・ジャパン推進協議会
  - 教育・教養賞：『サイバーミュージアム「火星居住体験館」』(株)大林組マルチメディアスタジオ
  - ビジネス賞：『インターネットモール楽天市場』(株)エム・ディー・エム
  - 公共サービス賞：『わかやま・福祉のまちづくりマップ』和歌山県
  - 海外優秀賞：『ZX26』大谷秀映

- CG部門
  - 最優秀賞：『A Viagem』Images creation and direction of visual effects by Alain Escalle（フランス）
  - アート賞：『MIGRATIONS』Constantin CHAMSKI（フランス）
  - エンターテインメント賞：『ハッスル!! とき玉くん』(株)トリロジー
  - グラフィックデザイン賞：（該当作品なし）
  - インダストリー賞：『NHKスペシャル「原爆投下・10秒の衝撃」～広島原爆、CGによる検証と再現～』日本放送協会
  - サイエンス賞：『SHAPE OF INVISIBLE CERAMIC』Cite des Science et de l'Industrie - La Villette（フランス）
  - 特別賞：『TITANIC』Digital Domain（アメリカ）

- 「新しい才能」の部
  - 最優秀賞「金の翼」賞：星健太（DTV/DTMアーティスト、自称「歌って踊れて映像と音楽がつくれるエンターテイナー」）
  - 優秀賞「銀の翼」賞：佐々木稔（CGIクリエイター、『freedom』('98 WavyAward Opening Movie)制作）
  - 同賞：Shift（ゲーム企画制作チーム、プレイステーションソフト『XI［sai］』企画制作）

- 人物表彰の部
  - MMCA会長賞：宮本茂（任天堂(株)情報開発部部長、ゲームデザイナー、プロデューサー）
  - MMCAアーチスト賞：伊藤ガビン（編集者、ゲームデザイナー）
  - 同賞：SWIN/田辺誠一・住正徳（アートユニット、（田辺）俳優・（住）デジタルクリエイター）
  - MMCA技術賞：暦本純一（(株)ソニーコンピュータサイエンス研究所シニアリサーチャー、理学博士）
  - MMCA特別賞：石原恒和（(株)クリーチャーズ代表取締役社長)
  - 同賞：前田俊秀（(株)ブレイン代表取締役）

第14回マルチメディアグランプリ
- マルチメディアグランプリ・通商産業大臣賞：「どこでもいっしょ」

- ネットワーク部門
  - 最優秀賞：NTTドコモ「iモード」
  - 技術賞：インプレスのストリーム番組予約ソフト「Stream Reminder」
  - ビジネス賞：JALのオンライン予約サービス「JAL ONLINE」
  - ウェブパブリッシング賞：NHK大河ドラマ関連のWebサイト「電網細見　元禄繚乱」および関連商品
  - エデュテイメント賞：TRY GROUPらのShockWaveコンテンツ「Willing-toTRY」
  - アート賞：サイバースペース「GINGA」

- パッケージ部門

- CG部門

- シアター・展示部門

- 人物賞
  - マルチメディアグランプリ・MMCA会長賞：大友克洋
  - MMCA技術賞：ソニー「AIBO」開発グループ

第16回デジタルコンテンツグランプリ 2001
- ビジネス部門
  - 最優秀賞 - FootCall- フットコール（株）

- カルチャー部門
  - 最優秀賞 - MID-TOKYO MAPS　make it better- 森ビル（株）、IMG SRC、ASYL design、LW、トランスフォーム（株）

- エンターテイメント部門
  - 最優秀賞 - インタラクティブ・ライブ・ショウ2000「賢者のプロペラ」（経済産業大臣賞受賞作品）-平沢　進、（有）ケイオスユニオン

- アート部門
  - 最優秀賞 -突き出す、流れる- 児玉幸子＋竹野美奈子

- ｢新しい才能｣の部
  - 金の翼賞 -SUPER SEXY ANDROIDS- 亘理明生(watt)

- 人物表彰の部
  - DCAj会長賞 -鈴木敏夫- スタジオジブリ　プロデューサ

第17回デジタルコンテンツグランプリ 2002
- ビジネス部門
  - 最優秀賞：マイレスキュー（レスキューナウ・ドット・ネット）
  - コミュニティ賞：教えて？ 答える！ OKWeb（オーケィウェブ）
  - サクセス賞：［en］社会人の就職情報（エン・ジャパン）
  - プラットフォーム賞：情報ネットワークサービス「G-BOOK」（トヨタ自動車、ガズーメディアサービス）
  - ホームコンテンツ賞：ひらけごまくらぶウェブサイトサービス（ひらけごまくらぶ）
  - もの作り産業支援賞：挑戦する製造業のためのビジネスコミュニティ「NCネットワーク」（エヌシーネットワーク）

- カルチャー部門
  - 最優秀賞：もういちど月へ（科学技術振興事業団、ウイルアライアンス）
  - 企画賞：マネースマート type R（ダブ、シンフォレスト）
  - ドキュメンタリー賞：自然との対話 伝承の技 酒造り～能登杜氏～（北陸東通コンソーシアム、石川県）
  - メディアミックス賞：NHKスペシャル「変革の世紀」インターネット大討論～変革の時代を生きる～（日本放送協会）

- エンターテイメント部門
  - 最優秀賞：スーパーマリオ サンシャイン（任天堂）
  - 映像デザイン賞：「ほしのこえ」The voices of a distant star（新海 誠）
  - サウンドデザイン賞：Rez（ユナイテッド・ゲーム・アーティスツ）
  - NICOGRAPHCG賞：ギブリーズ episode 2（「ギブリーズ episode 2」製作委員会）

- アート部門
  - 最優秀賞：BUILD（森野和馬）
  - インスタレーション賞：「Taking Tree」～一本の流木から～（猪又健志，山本努武）
  - インタラクティブ賞：「Eco-morph」エコモルフ（串山久美子、トータルメディア開発研究所、日本電子専門学校）
  - NICOGRAPHCG賞：affordance～アフォーダンス～（奥井宏幸）

第20回デジタルコンテンツグランプリ
- デジタルコンテンツ部門
  - DCAj会長賞 - ALWAYS 三丁目の夕日
  - 優秀賞 - 惑星大怪獣ネガドン,交響詩篇エウレカセブン,ローグギャラクシー,機動戦士ΖガンダムII～恋人たち～

- サービス・システム創出部門
  - グランプリ(経済産業大臣賞) - iPod/ポッドキャスティング/iTunes Music Store
  - 優秀賞 - PlayStation Portable、GyaO、はてなブックマーク、Suicaポスター

- 海外部門
  - 優秀賞 - Abandoned Dog（韓国）
  - 韓国文化コンテンツ振興院長賞 - The Chamber(韓国)
  - 台湾デジタルコンテンツプロモーションオフィス院長賞 - The Dream Festival(台湾)

第22回デジタルコンテンツグランプリ
- 経済産業大臣賞 - Spear/Spear Multi
- DCAj会長賞 - ヱヴァンゲリヲン新劇場版:序
- 技術賞 - 緊急地震速報実証試験プロジェクト,演出ジェダーLoCoStySh
- 優秀賞 - ガンダム無双